# Kanon (serie animata)
Kanon (カノン?) è un anime del 2002 tratto dall'omonima visual novel (Kanon) della Key del 1999. L'anime è una commedia drammatica e romantica con diversi spunti soprannaturali; è costituito da 13 episodi e un OAV, dal titolo Kanon Kazahana e trasmesso nel 2003, della durata di 20 minuti circa ciascuno. Il titolo rimanda alla composizione musicale Canone di Pachelbel, alla quale viene fatto esplicito riferimento. Sono nate due serie di manga, diversi manga antologia, alcuni drama CD, cinque light novel, ognuna incentrata su una delle cinque protagoniste femminili della storia. Tra ottobre 2006 e marzo 2007 è stato trasmesso in Giappone il remake della serie originale in 24 episodi della Kyoto Animation.

## Trama
Yuuichi è un ragazzo che ritorna dopo sette anni nella città che aveva visitato assiduamente da piccolo, trasferendosi a casa di sua cugina Nayuki. La memoria sembra giocare brutti scherzi al ragazzo che incontra diverse ragazze che affermano di conoscerlo, ma che lui non ricorda quasi per niente. Soltanto di tanto in tanto ha dei flashback che lo riportano alla sua infanzia ma in un modo o nell'altro non riesce mai a ricostruire il quadro completo. Finché gli eventi non precipitano ed è costretto così ad affrontare la realtà.

## Personaggi
Yuuichi Aizawa (相沢 祐一?) è il protagonista della serie. Ritorna dopo sette anni nella città dove passava da bambino le vacanze.
Ayu Tsukimiya (月宮 あゆ?) è una ragazza piuttosto strana che ha l'abitudine di scontrarsi fisicamente con Yuuichi ogni volta che lo incontra.
Nayuki Minase (水瀬 名雪?) è la cugina di Yuuichi.
Shiori Misaka (美坂 栞'?) è una studentessa del primo anno della scuola di Yuuichi.
Makoto Sawatari (沢渡 真琴?) è una misteriosa ragazza che soffre di amnesia e l'unica cosa che ricorda è il suo odio verso il protagonista.
Mai Kawasumi (川澄 舞?) è una studentessa del terzo anno, incontrata da Yuuichi di notte, mentre combatte dei mostri che sembrano infestare la scuola.

## Visual novel
Le due serie animate sono tratte dalla visual novel omonima, sviluppata dalla Key e pubblicata nella sua prima versione il 4 giugno 1999. Come molti altri titoli dello stesso genere, essa prevede un finale diverso a seconda delle scelte effettuate, andando a concludere la storia di solo una delle eroine. La visual novel originale, conteneva delle scene hentai: esse sono state poi eliminate nelle versioni per PS2, Dreamcast e PSP, così come nella versione adatta a tutte le età per PC. Yūichi Suzumoto, che ha scritto gli scenari di diversi titoli della Key, ha commentato che tali scene sono molto contenute, e possono essere rimosse senza alterare la storia.

## Manga
Sono stati pubblicati due serie di manga su Kanon, entrambe composte da due volumi, e numerose antologie di manga.

## Episodi
I titoli degli episodi della serie del 2002, sono gli stessi di alcune delle tracce della colonna sonora, compresi i temi delle cinque eroine principali. Gli unici due titoli che fanno eccezione, sono quelli degli episodi 3 e 4.
I titoli di tutti gli episodi della serie del 2006 invece, contengono ognuno al loro interno un tipo o una parte di una composizione musicale.
| Nº                        | Titolo italiano (traduzione letterale) Giapponese 「Kanji」 - Rōmaji | In onda          | In onda |
| Nº                        | Titolo italiano (traduzione letterale) Giapponese 「Kanji」 - Rōmaji | Giapponese       |         |
| Kanon (2002) (13 episodi) | |                  |         |
| 1                         | La ragazza della neve 「雪の少女」 - Yuki no shōjo | 30 gennaio 2002  |         |
| 1                         | Yuuichi torna nella città in cui passava le vacanze invernali e dove era stato l'ultima volta sette anni fa. Siccome i genitori si trasferiscono all'estero per lavoro, il ragazzo va a vivere con la zia Akiko e la cugina Nayuki. Stranamente, non ricorda nulla dell'ultima volta che era stato lì, ma mentre sistema le sue cose nella sua nuova stanza, trova un cerchietto rosso per capelli che non sa da dove arrivi. Dopo il ritrovamento, cominciano ad affiorare alcuni ricordi. Il giorno dopo il suo arrivo, mentre è al distretto commerciale ad aspettare Nayuki, entrata a fare spese in un negozio, si scontra con Ayu, una vivace ragazza che dice di essere inseguita e trascina via con sé il ragazzo. Yuuichi scopre poi che Ayu era inseguita da un venditore, perché era scappata senza pagare dopo aver scoperto di non avere soldi e passa un po' di tempo con lei. La notte stessa, sogna del passato e di quando sette anni prima, sempre aspettando Nayuki, si era imbattuto in una bambina di nome Ayu, e di aver passato del tempo con lei. |                  |         |
| 2                         | Una città soleggiata 「日溜まりの街」 - Hidamari no machi | 6 febbraio 2002  |         |
| 2                         | Al suo primo giorno di scuola, Yuuichi scopre di essere in classe con Nayuki, e conosce la sua amica Kaori Misaka e il suo compagno Jun Kitagawa. Di ritorno a casa, si scontra nuovamente in Ayu, ancora una volta in fuga dopo non aver pagato, e di nuovo si ritrova a fuggire con lei. Finiscono per perdersi fuori dal distretto commerciale, e mentre parlano, entrambi ricordano di essersi incontrati sette anni prima, e dei pomeriggi passati insieme mentre il sole tramontava. I ricordi di Yuuichi sono però ancora frammentari. Ayu, nel tentativo di abbracciarlo, finisce contro un albero, facendo cadere della neve addosso ad una ragazza di passaggio, che in compenso sa indicare loro il distretto commerciale. Il giorno successivo, a scuola, Yuuichi ritrova la ragazza del giorno prima nel cortile posteriore della scuola, che si presenta come Shiori Misaka e dice di essere lì per vedere qualcuno, e di non essere andata a scuola negli ultimi giorni perché ammalata. Incuriosito dal cognome non comune, quando torna in classe chiede a Kaori se Shiori sia sua sorella, ma la ragazza nega categoricamente. La sera, mentre sta tornando a casa, una ragazza balza fuori da sotto uno scatolone dicendogli che è giunta l'ora di regolare i conti. |                  |         |
| 3                         | Un solo piccolo ricordo 「たった一つの小さな記憶」 - Tatta hitotsu no chiisa na kioku | 13 febbraio 2002 |         |
| 3                         | La misteriosa ragazza aggredisce Yuuichi, ma finisce per terra e sviene per la fame. Il ragazzo la soccorre, insieme alla zia Akiko giunta lì per caso, e decidono di portarla a casa. Quando la ragazza si riprende, dice di ricordarsi solo il suo nome, Makoto Sawatari, e di provare rancore per Yuuichi: decidono allora di ospitarla finché non ricorderà almeno dove abita. Il giorno dopo, a scuola, il ragazzo ritrova Shiori nel cortile, e i due passano la pausa pranzo insieme. Dopo la scuola, Yuuichi s'imbatte nuovamente in Ayu mentre è con la zia a fare spesa, e la ragazza dice loro di essere alla ricerca di qualcosa, ma non ricorda esattamente di cosa si tratti. La sera, Yuuichi si accorge di aver dimenticato a scuola gli appunti di Nayuki, e torna a riprenderli. Nella scuola buia e deserta, il ragazzo s'imbatte in una ragazza armata di spada, che subito dopo colpisce un mostro apparso dal nulla e gli dice di essere una cacciatrice di demoni. |                  |         |
| 4                         | Verso la notte 「夜へ」 - Yoru e | 13 febbraio 2002 |         |
| 4                         | A scuola, Yuuichi incontra la ragazza della sera prima, ma lei lo ignora e Kitagawa gli dice che si chiama Mai Kawasumi, ma gli consiglia di starle lontano. Durante la pausa pranzo, un cane randagio introdottosi nel cortile, tenta di aggredire Shiori, ma viene prima distratto da Yuuichi, e poi fatto fuggire da Mai che lo spaventa con una pala. Gli insegnanti rimproverano la ragazza per l'uso improprio dell'attrezzo, che però li ignora e va a cercare il cane, offrendogli il suo pranzo. Anche il ragazzo la segue osservando la scena, e i due vengono raggiunti da Sayuri, l'unica amica di Mai che lo invita a pranzare con loro due. Di ritorno ad scuola, s'imbatte nuovamente in Ayu, e la aiuta nella sua ricerca, ma senza successo. La sera, incuriosito da Mai, torna a scuola portandole qualcosa da mangiare, ma vengono attaccati da un mostro che frantuma i vetri delle finestre. Il giorno successivo, il consiglio degli studenti incolpa Mai della rottura delle finestre. |                  |         |
| 5                         | La volpe e l'uva 「the fox and the grapes」 | 20 febbraio 2002 |         |
| 5                         | La scuola accusa Mai della rottura dei vetri, ma la ragazza non si difende e accetta il rimprovero. A pranzo, Yuuichi ritrova nuovamente Shiori nel cortile posteriore e pranzano insieme, mentre la sera si reca a portare da mangiare a Mai; intanto i dispetti di Makoto verso il ragazzo continuano. Il giorno dopo, la ragazza segue Yuuichi verso la scuola perché non vuole stare sola, ed così costretto a riaccompagnarla a casa. Mentre tornano, trovano un gatto randagio, e Makoto commenta di come finché qualcuno si prenderà cura di lui sarà felice, ma poi soffrirà perché destinato ad essere abbandonato. La ragazza vuole allora buttarlo da un ponte e quando Yuuichi cerca di fermarla, il gatto finisce sul rimorchio di un camion che sta passando sotto. I due litigano, e Makoto scappa piangendo. |                  |         |
| 6                         | Il punto di vista delle ragazze 「彼女たちの見解」 - Kanojo-tachi no kenkai | 20 febbraio 2002 |         |
| 6                         | Makoto non torna più a casa e Yuuichi la va a cercare. La ritrova al distretto commerciale e la segue fino a un grande prato su una collina sopra la città. La ragazza divide il cibo e la solitudine con il gatto del giorno prima che ha ritrovato e si addormenta lì. Il ragazzo la riporta a casa e quando si sveglia le assicura che non è di troppo e che può stare con loro. A scuola, Yuuichi viene a sapere del ballo scolastico, e più tardi commenta la notizia con Shiori, che gli confida che andarci sarebbe il suo sogno. Per riscattare la pessima reputazione di Mai, a pranzo propone a lei e Sayuri di partecipare al ballo, e quest'ultima si mostra entusiasta dicendo che si procurerà i vestiti per tutti e tre. A casa, Yuuichi ritrova Ayu, e Akiko le propone di cenare e passare la notte da loro. La sera, Ayu e il ragazzo parlano un po' dei vecchi tempi, ma il giorno dopo, dopo che Nayuki è uscita, Akiko sviene perché ammalata. Ayu si dispera perché si ricorda della madre, ma Yuuichi la fa ragionare e la ragazza decide di prendersi cura di lei, mentre Yuuichi va a scuola. |                  |         |
| 7                         | Il ballo 「舞踏会」 - Butōkai | 27 febbraio 2002 |         |
| 7                         | Durante il ballo, uno dei mostri attacca, gli studenti scappano e Sayuri viene ferita. Mai corre a prendere la spada e torna per fronteggiare il mostro, proprio mentre arrivano gli insegnanti. Mai viene espulsa per il possesso di armi, ma Sayuri si offre di entrare nel concilio degli studenti, che da tempo glielo chiede, in cambio del ritorno a scuola di Mai. La sera, Yuuichi incontra Sayuri che gli chiede di aiutarla a scegliere un regalo per Mai, per il suo compleanno di domani. Il giorno dopo, Yuuichi incontra Ayu ancora alla ricerca della cosa che ha perso, poi si reca la sera a scuola per incontrarsi con Sayuri e consegnare il regalo. Quando arriva a scuola, incontra solo Mai, ma poco dopo i due trovano Sayuri ferita da uno dei mostri. |                  |         |
| 8                         | La prigione della ragazza 「少女の檻」 - Shōjo no ori | 13 marzo 2002    |         |
| 8                         | Sayuri viene portata in ospedale e Mai si dispera e si sente in colpa perché si ritiene responsabile del ferimento dell'amica. Decide quindi di sistemare i mostri una volta per tutte quella sera, e Yuuichi le dà una mano. Dopo un'ardua battaglia, che si conclude nel cortile, i due ritornano nella scuola solo per scoprire che sono comparsi altri mostri. Yuuichi in quel momento si ricorda del passato, e di quando aveva incontrato Mai. I due si trovavano a giocare in un campo d'orzo, dove ora c'è la scuola, e quando Yuuichi dovette tornare a casa Mai inventò la storia dei mostri per farlo rimanere. Gli anni passarono e Mai si convinse dell'esistenza di essi. Yuuichi la fa ragionare e le fa capire che i mostri non ci sono mai stati, e che è il ragazzo che aspettava. Sayuri guarisce e lei e Mai possono vivere la loro amicizia senza altre preoccupazioni. Yuuichi racconta del ballo a Shiori, poi quando torna nella scuola viene avvicinato da una ragazza, che dice di essere una compagna di classe di Shiori, e gli chiede notizie di lei dato che è assente da mesi. |                  |         |
| 9                         | Oltre il sorriso 「笑顔の向こう側に」 - Egao no mukōgawa ni | 20 marzo 2002    |         |
| 9                         | Yuuichi parla di Shiori con Kaori. Quest'ultima continua a non voler ammettere la parentela, ma la sera stessa s'incontra con Yuuichi e gli confessa che i medici dicono che Shiori non vivrà fino al suo prossimo compleanno, pochi giorni dopo, e di averlo anche detto alla sorella. Yuuichi passa i giorni successivi con Shiori, che si reca anche a scuola e vuole essere trattata come una persona normale. La notte prima del compleanno, Kaori racconta la storia anche a Nayuki e le confessa di aver evitato la sorella per paura di soffrire quando non ci sarà più. Shiori, intanto, rivela a Yuuichi di non essere una persona forte perché il giorno in cui si sono conosciuti aveva comprato un taglierino per tagliarsi le vene, ma dopo il loro incontro ci aveva rinunciato. Nayuki e Kaori raggiungono i due, e le due sorelle infine fanno pace. |                  |         |
| 10                        | Fuochi d'artificio invernali 「冬の花火」 - Fuyu no hanabi | 20 febbraio 2002 |         |
| 10                        | La salute di Makoto comincia improvvisamente a peggiorare. Yuuichi viene avvicinato da una ragazza della sua scuola di nome Mishio Amano che gli consiglia di stare lontano da Makoto se non vuole soffrire. Quando chiede spiegazioni, Amano spiega che Makoto è una delle volpi che abitano sulla collina vicino alla città e che ha la capacità di assumere forma umana in cambio della memoria e poi della vita. Yuuichi a quel punto ricorda di quando da piccolo aveva trovato una volpe ferita e l'aveva tenuta con sé, ma poi l'aveva abbandonata perché non poteva tenerla. Le condizioni di Makoto continuano a peggiorare, disimpara a parlare e Akiko vuole portarla in ospedale. Yuuichi racconta alla zia la verità, e, dopo aver passato un'ultima sera facendola sentire come una della famiglia, il ragazzo si avvia verso la collina dove intende portare Makoto. Dopo aver conosciuto Amano, i due arrivano sulla collina e in quel momento Makoto si volatilizza. Il giorno dopo Yuuichi e Amano parlano della faccenda e il ragazzo dice di essersi ricordato che Makoto Sawatari era il nome della prima ragazza di cui si era innamorato, e di cui aveva parlato alla piccola volpe. |                  |         |
| 11                        | Promessa 「約束」 - Yakusoku | 27 marzo 2002    |         |
| 11                        | Avendo due biglietti gratuiti per il cinema, Yuuichi e Ayu vanno a vedere un film insieme. Dopo la proiezione, Ayu bacia Yuuichi e i due confessano il loro amore. Nayuki assiste alla scena e ci rimane male, essendo anche lei innamorata del cugino. Yuuichi porta Ayu a casa, e il ragazzo scopre che il cerchietto rosso di lei, è un suo regalo. Più tardi, Ayu porta Yuuichi alla sua scuola di cui parla sempre. I due però arrivano in una radura dove c'è solo il ceppo di un albero. Ayu si difende dicendo che fosse certa che la sua scuola fosse lì, ma a quel punto ricorda che lì è sepolto quello che stava cercando. Si mette a scavare con le mani, ma non lo trova. Yuuichi le dice di non perdersi d'animo e che l'aiuterà a trovarla, ma Ayu gli dice che non si vedranno più e scompare nella foresta. |                  |         |
| 12                        | Traccia di un sogno 「夢の跡」 - Yume no ato | 27 marzo 2002    |         |
| 12                        | Yuuichi è triste per la scomparsa di Ayu, ma Nayuki tenta di confortarlo. Il ragazzo racconta che sette anni fa aveva regalato una bambolina per far esprimere tre desideri ad Ayu che lui avrebbe realizzato. Il primo era di non scordarsi di lei, il secondo era di andare a scuola con lui, che realizzò trasformando l'albero che c'era in quella radura nella loro "scuola". Ayu decise di sotterrare la bambolina per farne una capsula del tempo. Il giorno prima della partenza di Yuuichi, Ayu cadde dall'albero che fu in seguito tagliato per evitare altri incidenti. Yuuichi, aiutato da Nayuki, Kitagawa e Kaori, trova infine la capsula del tempo con la bambolina. Akiko viene investita da una macchina e finisce in ospedale, causando la depressione di Nayuki che teme di rimanere sola. La ragazza confessa anche al cugino ai suoi sentimenti, che si sente in colpa per averli ignorati. Yuuichi ritrova Ayu nella radura e le consegna la bambolina chiedendole di esprimere l'ultimo desiderio. La ragazza gli chiede di dimenticarsi di lei, ma lui rifiuta e i due si dicono addio. Intanto, Akiko riprende conoscenza. |                  |         |
| 13                        | Dove arriva il vento 「風の辿り着く場所」 - Kaze no tadoritsuku basho | 27 marzo 2002    |         |
| 13                        | È arrivata la primavera. Mai e Sayuri si sono diplomate e dicono a Yuuichi che vogliono trasferirsi all'estero per andare all'università. Shiori sta bene e vive felicemente con la sorella, e anche Piro è tornato a casa dopo essere sparito la notte in cui Makoto se n'è andata. Il ragazzo annuncia ai suoi amici che dovrà trasferirsi, perché la madre lo vuole con sé dopo l'incidente di Akiko, ma che tornerà per le vacanze. Il giorno della partenza, Nayuki scopre per caso in ospedale la stanza di Ayu, che è in realtà ancora viva, anche se in coma. Corre alla stazione ad avvertire Yuuichi e dopo avergli dato un bacio, gli dice che per lei è abbastanza e di correre da Ayu. Tempo dopo, Ayu sta aspettando Yuuichi sulla panchina cui era solita farlo e lo ringrazia per non essersi dimenticato di lei e di averla chiamata finché non ha ripreso conoscenza. |                  |         |
| Kanon (2006) (24 episodi) | |                  |         |
| 1                         | Apertura d'argento ~ouverture~ 「白銀の序曲 ~ouverture~」 - Hakugin no jokyoku ~ouverture~ | 5 ottobre 2006   |         |
| 1                         | Yuuichi Aizawa è un ragazzo di diciassette anni, che dopo sette anni ritorna nella città in cui era solita passare le vacanze da bambino. Si ritrova così a vivere con la cugina Nayuki e la zia Akiko; stranamente però, non ricorda quasi nulla del suo passato in quella città. Il giorno successivo al suo arrivo, Nayuki gli mostra la città ed incontrano due compagni di classe della ragazza, Kaori e Kitagawa. Mentre aspetta la cugina fuori da un negozio in cui è entrata a fare spese per la cena, una ragazza che sta correndo per la strada gli finisce addosso. La ragazza dice di essere inseguita e lo trascina in un bar, dove il ragazzo viene a poi a sapere che era inseguita da un negoziante, per essere scappata senza pagare. Yuuichi la porta dal negoziante e paga al suo posto, scusandosi con lui; salutando la ragazza, scopre che si chiama Ayu Tsukimiya. Quella notte, sogna un pomeriggio di sette anni prima, in cui, mentre stava aspettando Nayuki fuori da un negozio dove era entrata, si scontra con una ragazza di nome Ayu. |                  |         |
| 2                         | Introito fra la neve ~introit~ 「雪の中の入祭唱 ~introit~」 - Yuki no naka no iri sai ~introit~ | 13 ottobre 2006  |         |
| 2                         | Al suo primo giorno di scuola, Yuuichi finisce per essere in classe con Nayuki, Kaori e Kitagawa. Dopo la scuola, mentre passa per il distretto commerciale, si scontra nuovamente con Ayu, ancora in fuga per non aver pagato il negoziante. Ancora una volta il ragazzo viene da lei coinvolto e i due finiscono per perdersi su un viale alberato fuori dal distretto commerciale. Parlando, i due si rendono conto di essersi già conosciuti sette anni prima, anche se il ragazzo non ricorda molto bene il resto. Nel tentativo di abbracciarlo, Ayu finisce contro un albero carico di neve, facendola cadere addosso ad una ragazza di passaggio. La ragazza da loro indicazioni per tornare al distretto commerciale, dove Ayu e Yuuichi si salutano. Appena uscito da un negozio dopo aver preso gli ingredienti per la cena, il ragazzo viene aggredito da una ragazza che dice di provare rancore nei suoi confronti, ma che poco dopo sviene per la fame. |                  |         |
| 3                         | La partita senza ricordi ~partita~ 「記憶のない組曲 ~partita~」 - Kioku no nai kumikyoku ~partita~ | 20 ottobre 2006  |         |
| 3                         | Yuuichi porta la ragazza svenuta a casa. Quando si riprende, dice di soffrire di amnesia e non ricordarsi nulla all'infuori del suo odio per Yuuichi. Akiko acconsente allora ad ospitarla a casa, poiché il ragazzo è il suo unico riferimento per ricordare qualcosa. Il giorno dopo, a scuola, Yuuichi vede la ragazza del giorno prima, che scopre chiamarsi Shiori, nel cortile posteriore della scuola che le dice di non essere venuta a scuola perché ammalata, ma di essere venuta per vedere una persona. Dopo aver parlato con Yuuichi però, torna a casa dicendo che sarà per la prossima volta. Dopo la scuola, il ragazzo incontra Ayu nel distretto commerciale, che gli dice di essere alla ricerca di una cosa che ha perso, ma che non ricorda cosa sia. Il ragazzo decide di aiutarla ugualmente, ma senza successo. Quando torna a casa, la ragazza che soffre di amnesia, dice di essersi ricordata il suo nome: Makoto Sawatari. |                  |         |
| 4                         | Il capriccio della rinuncia ~caprice~ 「休日の奇想曲 ~caprice~」 - Kyūjitsu no kisō kyoku ~caprice~ | 27 ottobre 2006  |         |
| 4                         | Mentre sogna, Yuuichi ricorda del suo primo incontro con Ayu, e di come si sono dati appuntamento per trovarsi di nuovo. Quando si sveglia, Makoto sta per fargli uno scherzo, ma lui lo fa fallire. Il giorno dopo, mentre è nel distretto commerciale a fare spese con Akiko, incontra nuovamente Ayu. La ragazza si propone di dargli una mano a sistemare gli scatoloni con le sue cose arrivate col suo trasferimento. Dopo averlo aiutato insieme a Makoto, si ferma per cena e quindi torna a casa. La sera, Nayuki chiede il quaderno degli appunti a Yuuichi, che ricorda di averlo dimenticato a scuola. Il ragazzo decide allora di recarsi a scuola per recuperarlo, ma lì s'imbatte in Mai, una ragazza del terzo anno. |                  |         |
| 5                         | La serenata dei demoni ~serenade~ 「魔物たちの小夜曲(セレナード) ～serenade～」 - Mamono tachi no sayokyoku ~serenade~ | 2 novembre 2006  |         |
| 5                         | A scuola di notte per recuperare il quaderno di Nayuki, Yuuichi s'imbatte in Mai, che si aggira per i corridoi brandendo una spada. Il ragazzo viene improvvisamente colpito da una forza invisibile e la ragazza interviene per colpire quella misteriosa forza, affermando di essere una cacciatrice di demoni. Ancora incredulo per l'accaduto, torna a casa e nuovamente deve fare i conti i dispetti di Makoto. Il giorno successivo, dopo essersi inaspettatamente trovato Ayu a colazione, si reca a scuola e incontra Mai nei corridoi. Quando chiede spiegazioni sull'accaduto della notte precedente, vengono interrotti da Sayuri, l'unica amica di Mai, che, piacevolmente colpita dal fatto che qualcuno parli con la sua amica, invita il ragazzo a pranzo con loro. All'uscita da scuola, incontra nuovamente Shiori in cortile e la ragazza esprime il suo desiderio di fare un pupazzo di neve con lui quando sarà guarita. La sera, si reca nuovamente a scuola da Mai, portandole da mangiare, ma vengono interrotti da Makoto, che ha seguito il ragazzo per fargli uno scherzo. Yuuichi riaccompagna quindi la ragazza a casa, non prima che Mai gli chieda di essere gentile con Makoto. |                  |         |
| 6                         | Il divertimento coperto in enigmi ~divertimento~ 「謎だらけの嬉遊曲(ディヴェルティメント) ～divertimento～」 - Nazo darake no ureshi ~divertimento~ | 9 novembre 2006  |         |
| 6                         | Yuuichi sogna ancora di sette anni prima, e di quando Ayu gli disse di essere stata abbandonata dalla madre. Per tirarla su di morale, il ragazzo gli propose di trovarsi altri pomeriggi per giocare. Dopo l'ennesimo scherzo notturno di Makoto, al suo risveglio il ragazzo trova Ayu a casa, di nuovo invitata a far colazione. La ragazza gli propone di andare con lei al cinema con dei biglietti datigli da Akiko; il ragazzo accetta e i due si danno appuntamento nel pomeriggio. Yuuichi convince Makoto a trovare un lavoro e l'accompagna al colloquio nel pomeriggio; prima di recarsi all'appuntamento, passa dalla scuola per salutare Nayuki, agli allenamenti, ma trova invece Shiori nel cortile, che sta aspettando lì da mezzogiorno. Alla domanda di perché aspetti tutti i giorni nel cortile, lei risponde in modo evasivo, ma in quel momento il ragazzo si rende conto di essere in ritardo per l'appuntamento e corre da Ayu. Dopo l'appuntamento, al suo ritorno a casa scopre che Makoto non ha ottenuto il lavoro perché si è addormentata durante il colloquio, ma Akiko gli propone di lavorare per una sua amica in un asilo nido. Quando si reca di nuovo a scuola a trovare Mai, lei gli dice che presto Makoto avrà bisogno di lui. |                  |         |
| 7                         | La fuggiasca e la fuga del gatto ~fuga~ 「家出と仔猫の遁走曲(フーガ) ～fuga～」 - Iede to shineko no tonsō kyoku ~fuga~ | 16 novembre 2006 |         |
| 7                         | Dopo l'ennesimo scherzo notturno di Makoto, la giornata di Yuuichi prosegue come sempre, andando a scuola con Nayuki, parlando con Shiori nel cortile, pranzando con Mai e Sayuri, e incontrando Ayu nel distretto commerciale. Dopo aver salutato quest'ultima, incontra anche Makoto e i due si avviano verso casa. Mentre camminano, una gattina randagio si avvicina alla ragazza. Dopo averla preso in braccio, lei commenta di come gli animali vengano abbandonati quando non si ha più bisogno di loro, e che quindi è meglio non prendersi nemmeno cura di loro; quindi, la lascia cadere da un ponte. La gatta finisce sul tetto di un camion, ma Yuuichi si arrabbia con Makoto per la sua crudeltà, i due litigano e la ragazza scappa via. Non tornando a casa, la sera il ragazzo va a cercarla, e la ritrova sulla collina Monomi che domina la città. Makoto ha ritrovato la gattina e condivide la solitudine con lei. Quando si addormenta, Yuuichi la riporta a casa insieme al felino, assicurandole quando poi si sveglia, che quella è anche casa sua. |                  |         |
| 8                         | Fantasia di ricordi ~fantasia~ 「追憶の幻想曲(ファンタジア) ～fantasia～」 - Tsuioku no gensōkyoku ~fantasia~ | 23 novembre 2006 |         |
| 8                         | Alla gatta viene dato il nome di Piro, poi Yuuichi si reca a scuola. All'uscita, vede che Makoto lo sta aspettando fuori dalla scuola e viene avvicinato da una ragazza che gli chiede se conosce la ragazza al cancello. Tornato a casa insieme a Makoto, quest'ultima ha cambiato completamente atteggiamento e ora è molto attaccata a lui. Yuuichi intanto ha ricordato che Makoto Sawatari era il nome di una ragazza più grande che adorava, e si chiede chi sia veramente la Makoto che conosce. Il giorno dopo, a scuola, scopre che la misteriosa ragazza del giorno prima si chiama Mishio Amano. Lei afferma che il ragazzo ha già incontrato Makoto, ma prima che possa aggiungere altro lui la ferma non volendo sentire il resto. Dopo aver passato il resto della giornata con Makoto, Yuuichi ricorda di sette anni prima, quando trovò una volpe ferita e la curò, tenendola con sé a casa di nascosto. Il piccolo animale fu l'unico a cui rivelò della ragazza che gli piaceva. Il giorno successivo, a scuola, Amano lo avverte che per assumere sembianze umane e incontrarlo di nuovo, Makoto ha sacrificato la memoria, e presto dovrà sacrificare anche la vita. |                  |         |
| 9                         | La ninna nanna del cucciolo di volpe ~berceuse~ 「子狐の子守歌(ベルスーズ) ～berceuse～」 - Ko kitsune no komori ka ~berceuse~ | 30 novembre 2006 |         |
| 9                         | Le condizioni di Makoto cominciano a peggiorare, mentre Yuuichi ricorda di come l'avesse abbandonata quando dovette tornare a casa dalla sua famiglia. Tornando a casa con lei, le offre di comprarle quello che vuole, e la ragazza sceglie dei campanellini. Piro se va da casa, e Makoto va alla sua ricerca, ma senza successo. Dopo aver avuto la febbre, la ragazza diventa sempre più attaccata a lui, non volendosi mai separare da Yuuichi, che decide quindi di non andare a scuola per starle vicino. Incontratosi con Amano, lei gli racconta la leggenda riguardante la collina e quelle volpi, rivelando che conosce tutto questo perché in passato ha avuto un'esperienza simile con uno di quegli animali. Yuuichi decide di raccontare la verità ad Akiko e Nayuki, che decidono di credergli. Makoto, intanto, comincia a disimparare persino le emozioni umane, e chiede a Yuuichi di sposarla perché possano stare insieme per sempre. |                  |         |
| 10                        | Requiem sulla collina ~requiem~ 「丘の上の鎮魂歌(レクイエム) ～requiem～」 - Oka no ue no chinkonka ~requiem~ | 7 dicembre 2006  |         |
| 10                        | Yuuichi chiede ad Amano di incontrare Makoto che accetta. Quest'ultima, quasi non riuscendo più a parlare, grazie a Mishio riesce però a dire il suo nome e quello del ragazzo. Amano lo avverte però che la prossima volta che Makoto avrà la febbre, il suo tempo sarà giunto. Yuuichi decide quindi di offrire a Makoto una sera fuori con Akiko e Nayuki, in cui fanno anche una foto tutti insieme come ha sempre voluto fare la ragazza. Quella notte, a Makoto viene la febbre. La mattina dopo Yuuichi le fa salutare Amano, Akiko e Nayuki, quindi la porta sulla collina Monomi. Lì stanno insieme fino al tramonto, quindi le mette in testa un velo e pronuncia un giuramento per prenderla come sposa e stare sempre con lei. Passano quindi il resto della sera insieme, a far suonare i campanellini che tanto piacciono a Makoto, come alla piccola volpe. Quando il sole tramonta, Makoto scompare. Il giorno dopo Yuuichi si ritrova a parlare con Amano e insieme commentano serenamente l'accaduto e il ciclo della vita. Quando lei gli chiede quale sarebbe il suo desiderio se potesse esprimerne uno, lui le dice che è scontato. Nella scena finale, si vede Makoto distesa sulla collina con vicino Piro. |                  |         |
| 11                        | Intermezzo di luce e ombra ~intermezzo~ 「光と影の間奏曲 (インテルメッツォ) ～intermezzo～」 - Hikari to kage no kansō kyoku ~intermezzo~ | 14 dicembre 2006 |         |
| 11                        | Mai viene accusata della rottura dei vetri delle finestre, come accade ogni volta fin dal primo anno perché lei non tenta nemmeno di giustificarsi. Per riscattare la sua reputazione, Yuuichi propone a lei e Sayuri di partecipare al ballo scolastico. Di ritorno da scuola con Nayuki, incontrano Ayu e la invitano a cena; a casa scoprono che Piro è tornato, e quando Ayu chiama a casa per avvertire i genitori e si ricorda che sono in vacanza, Nayuki le propone di stare da loro. Nel frattempo, Yuuichi continua ad andare da Mai la sera, portandole da mangiare, e scopre che non ha detto nulla a Sayuri di quello che fa di notte, perché non vuole coinvolgerla. Intanto, Sayuri ha trovato i vestiti per il ballo, compreso uno smoking per Yuuichi. |                  |         |
| 12                        | Un valzer grottesco ~waltz~ 「異形の円舞曲(ワルツ) ～waltz～」 - Igyō no enbukyoku ~waltz~ | 21 dicembre 2006 |         |
| 12                        | Yuuichi sogna un altro dei suoi incontro con Ayu, quando la ragazza espresse il desiderio di avere una bambolina in particolare. A scuola, dopo aver incontrato Shiori, di ritorno in classe viene fermato da una compagna di classe di lei, che gli chiede che malattia abbia Misaka Shiori dato che è che assente dal giorno successivo alla cerimonia d'apertura. Perplesso dalla cosa e incuriosito dal cognome poco comune, chiede a Kaori se Shiori sia sua sorella, ma lei lo nega fermamente. Dopo aver essersi riposato a casa e aver sognato di quando infine regalò la bambolina ad Ayu, si reca al ballo. Lì, insieme a Mai, incontra Kuze, il presidente del consiglio degli studenti, che avverte Mai che se rovinerà il ballo subirà una dura punizione. Durante lo stesso, i demoni attaccano la palestra dove si svolge l'evento, causando il panico. Sayuri viene colpita e sbalzata contro un muro e, mentre Yuuichi si precipita a soccorrerla, Mai in preda a una frenesia corre a prendere la spada e combatte contro il demone invisibile. Quando il mostro si allontana, Mai viene incolpata di aver rovinato il ballo. |                  |         |
| 13                        | Un trio pericoloso ~trio~ 「あぶなげな三重奏(トリオ) ～trio～」 - Abuna ge na san jūsō ~trio~ | 28 dicembre 2006 |         |
| 13                        | Mai rischia l'espulsione, ma Yuuichi e Kitagawa, che fa parte del consiglio studentesco, riescono a giustificarla. Parlando con Shiori, quando le dice che Kaori ha negato che fosse sua sorella, lei afferma che sua sorella deve essere un'altra Kaori. Yuuichi decide di aiutare Mai a combattere i demoni, in modo che quando saranno tutti sconfitti, non rischierà più l'espulsione. Sayuri intanto racconta che lei e Mai sono diventate amiche quando quest'ultima allontanò un cane randagio da scuola, ma poi gli diede il suo pranzo per sfamarlo. Yuuichi e Sayuri si recano dopo la scuola nel distretto commerciale e comprano un peluche gigante per il compleanno di Mai del giorno successivo. La sera, parlando con Mai, Yuuichi scopre che l'unica altra persona che lei ha avuto come amica, è stata un ragazzo che però ora se n'è andato. Vengono subito dopo interrotti dai demoni, e dopo averne sconfitto uno, Mai si rende conto che i mostri vogliono lui e gli chiede chi sia veramente. |                  |         |
| 14                        | Il concerto incrinato ~concerto~ 「ひびわれた協奏曲(コンチェルト) ～concerto～」 - Hibiware ta kyōsōkyoku ~concerto~ | 4 gennaio 2007   |         |
| 14                        | A scuola, mentre Mai e Yuuichi si allenano a combattere con la spada, vengono raggiunti da Sayuri che vuole unirsi a loro, ma Mai le dice è che di troppo perché non vuole coinvolgerla. Nel pomeriggio, Yuuichi incontra Sayuri al distretto commerciale, e la ragazza gli racconta di suo fratello Kazuya, di come la sua morte l'abbia profondamente segnata, e di come probabilmente Mai abbia colmato il vuoto lasciato; sentendo una musica nel locale dove si trovano, dice a Yuuichi che si tratta del canone di Pachelbel e spiega di come sarebbe bello se la vita fosse armoniosa e graduale come quella melodia, senza incertezza e che cambia poco a poco. Sayuri dice che chiamerà il ragazzo la sera per mettersi d'accordo per andare a consegnare il regalo a Mai. Non arrivando la chiamata, la sera Yuuichi esce per andare da Mai e avvisarla di tornare a casa. Sulla strada però viene colto dal dubbio che Sayuri abbia capito cosa lui e Mai facciano la notte, e chiama a casa. Scopre che Sayuri ha chiamato poco dopo la sua uscita, e si precipita preoccupato a scuola. Quando ci arriva, insieme a Mai scopre che Sayuri è stata gravemente ferita da un demone. Dopo averla porta in ospedale, lui e Mai decidono di sbarazzarsi dei demoni una volta per tutte quella notte. |                  |         |
| 15                        | Sonatina di nascondino ~sonatine~ 「かくれんぼの小奏鳴曲(ソナチネ) ～sonatina～」 - Kakurenbo no shō sōmeikyoku ~sonatina~ | 11 gennaio 2007  |         |
| 15                        | Yuuichi e Mai affrontano gli ultimi tre demoni; facendolo il ragazzo si accorge che lei ha dei lividi sul corpo, e si chiede se siano una maledizione dei demoni. Dopo aver sconfitto l'ultimo, Yuuichi va a comprare da mangiare, come promesso all'amica, ma quando torna si rende conto che Mai l'ha fatto allontanare per combattere l'ultimo mostro. Il demone però trova Yuuichi e gli racconta la storia della ragazza, quello che in realtà hanno sempre voluto fare. Mai, dieci anni prima, scoprì di avere capacità di pranoterapia guarendo la madre malata; divenne così famosa, ma quando un giorno non riuscì più a guarire, fu considerata un impostore costretta a trasferirsi con la madre. Nella nuova città, incontrò Yuuichi in un campo d'orzo e i due cominciarono a trovarsi per giocare; quando il ragazzo dovette andarsene alla fine delle vacanze estive, Mai credette che lo stesse abbandonando come gli altri perché aveva paura dei suoi poteri, e inventò la storia dei demoni per trattenerlo. Gli anni passarono, il campo divenne l'attuale scuola, ma la ragazza rimase a difendere quel posto in attesa del suo ritorno, contro demoni e lividi creati solo dalla manifestazione del suo potere . Presa coscienza di essere la causa di tutto, Mai si colpisce con la spada, ma un frammento del suo potere, che si fa chiamare "speranza", cosciente che ormai la ragazza l'ha accettato, guarisce la ferita mentre il sole sorge. |                  |         |
| 16                        | Oratorio di mezzanotte ~oratorio~ 「真夜中の聖譚曲(オラトリオ) ～oratorio～」 - Mayonaka no seitankyoku ~oratorio~ | 18 gennaio 2007  |         |
| 16                        | Yuuichi va con Ayu in ospedale a trovare Mai e Sayuri, che ora stanno bene e si riprenderanno presto. Il giorno dopo, dopo che Yuuichi è uscito, Ayu lo rincorre dicendo che Akiko sta male e teme per la sua vita, perché le ricorda sua madre. Il ragazzo torna con lei a casa e la tranquillizza poiché è solo un po' di febbre, e Ayu si propone di occuparsi di lei. Quando lui e Nayuki tornano a casa, Akiko sta meglio e Ayu dorme, sfinita per il duro lavoro svolto. Il giorno successivo Yuuichi invita Shiori a passare la giornata insieme e alla fine la ragazza ammette di essere assente dalla cerimonia d'apertura e che non ha un semplice raffreddore. Quando torna a casa, riceve una chiamata di Kaori che ha bisogno di parlargli. Yuuichi va all'appuntamento e la ragazza confessa tra le lacrime che Shiori è sua sorella e che i dottori dicono che non vivrà oltre il suo compleanno, che ricorre quella settimana; per questo, lei aveva tentato di ignorarla, per non soffrire quando l'avrebbe persa. |                  |         |
| 17                        | Romanze senza parole tra due sorelle ~Lieder ohne worte~ 「姉と妹の無言歌 ～Lieder ohne worte～」 - Ane to imōto no mugon ka ~Lieder ohne worte~ | 25 gennaio 2007  |         |
| 17                        | Kaori dice a Yuuichi che ha detto alla sorella che i dottori dicono che non vivrà oltre il suo compleanno di domenica. Il giorno dopo, non trovando Shiori nel solito cortile, Yuuichi cerca la ragazza, e infine la ritrova nel parco dove erano andati il giorno prima. Shiori chiede al ragazzo di trattarla come una ragazza normale, e alla sua domanda su cosa potrebbe guarirla, risponde che potrebbe farlo solo un miracolo. Il giorno dopo, Yuuichi scopre che Shiori è venuta a scuola regolarmente, poiché i medici le hanno dato il permesso fino a sabato. Kaori, nel frattempo, continua ad ignorare la sorella e nuovamente nega di averne una quando Yuuichi le parla di lei. Come regalo di compleanno, il ragazzo decide allora di regalare a Shiori un po' di tempo con sua sorella. |                  |         |
| 18                        | L'adagio che scompare ~adagio~ 「消え去りゆく緩徐楽章(アダージオ) ～adagio～」 - Kiesari yuku kanjo gakushō ~adagio~ | 1º febbraio 2007 |         |
| 18                        | Yuuichi organizza una festa di compleanno per Shiori il giorno prima del suo compleanno, invitando anche Kaori, a cui chiede di venire dopo averle detto che l'unica cosa che desiderava la sorella, era andare a scuola con lei. A festa ormai cominciata, Kaori si presenta all'evento, ma tra le due sorelle si crea un'atmosfera tesa e di imbarazzo. Yuuichi e Kitagawa, riescono tuttavia a sollevare riuscendo a far ridere anche loro. Dopo la festa, Kaori finalmente decide di accettare la sorella, rendendo chiaro a tutti che Shiori è sua sorella e chiedendo a Yuuichi di prendersi cura di lei. Shiori e il ragazzo passano insieme il resto della giornata, e lei confessa di aver provato a tagliarsi le vene il giorno in cui si conobbero, ma poi si sentì patetica e ci rinunciò, ripensando al suo incontro del pomeriggio. Quando scatta la mezzanotte, Shiori si allontana per prendere qualcosa da bere; quando Yuuichi si rende conto che ci sta mettendo troppo, capisce che era solo una scusa, e trova solo un messaggio di ringraziamento e addio della ragazza. |                  |         |
| 19                        | Studio di interazione ~étude~ 「ふれあいの練習曲(エチュード) ～étude～」 - Fureai no renshū kyoku ~étude~ | 8 febbraio 2007  |         |
| 19                        | Yuuichi ricorda di quando disse ad Ayu che la bambolina che le aveva regalato poteva realizzare tre desideri, ma che li avrebbe realizzati lui. Ayu chiede come primo desiderio che il ragazzo non si dimentichi di lui. Al suo risveglio, va sul balcone e lì incontra proprio Ayu, la quale gli spiega che il cerchietto che porta è un suo regalo, ma nessuno dei due ricorda bene il momento. Nayuki vince la corsa campestre e Yuuichi le offre un gelato; mentre parlano, su domanda di lui, lei racconta che un tempo era innamorata di un ragazzo, ma quello la rifiutò. I ricordi di Yuuichi continuano, e a due giorni dalla sua partenza, portò Ayu in una radura dove c'era un grande albero, e lei si arrampicò su di esso ammirando il bellissimo paesaggio al tramonto. Il giorno dopo, Kitagawa comunica che le condizioni di Shiori si sono stabilizzate. Al tramonto Yuuichi ed Ayu si mettono nuovamente alla ricerca di ciò che la ragazza sta cercando, ma nuovamente senza successo. Alla fine, si ritrovano sulla panchina dove erano soliti incontrarsi sette anni prima, e i due si baciano. |                  |         |
| 20                        | Notturno d'addio ~nocturn~ 「別れの夜想曲(ノクターン) ～nocturn～」 - Wakare no yasōkyoku ~nocturn~ | 15 febbraio 2007 |         |
| 20                        | Yuuichi e Ayu si dichiarano il proprio amore, e passano insieme i pomeriggi come sette anni prima. Parlando casualmente con Akiko, il ragazzo viene a sapere che dall'ultima volta che è stato lì, è stato tagliato un albero. Per soddisfare la curiosità di Yuuichi, Ayu decide di accompagnarlo alla sua scuola dentro la foresta; quando arrivano però, si ritrovano nella radura in cui andavano sette anni prima, e il grande albero è stato tagliato. La ragazza improvvisamente va in panico e si rende conto che lo zaino che porta sempre con sé è vuoto; ricorda anche dove si trova quello che sta cercando. Yuuichi la insegue e la aiuta a scavare, alla ricerca di quello che stava cercando. Non riesco però a trovare nulla, e quando il ragazzo dice che continueranno le ricerche l'indomani, Ayu si scusa e scompare. |                  |         |
| 21                        | Round senza di te ~ronde~ 「君のいない輪舞曲(ロンド) ～ronde～」 - Kimi no i nai rinbu kyoku ~ronde~ | 22 febbraio 2007 |         |
| 21                        | Nei sogni, Yuuichi continua i ricordi di sette anni prima: il secondo desiderio di Ayu fu di far sì che la radura dove si trovavano a giocare fosse la loro scuola. Tornando verso casa, trovarono un barattolo di vetro, e Ayu decise di metterci dentro la sua bambolina lasciando l'ultimo desiderio per il futuro, facendone una capsula del tempo. Nel presente, Yuuichi è triste per la scomparsa di Ayu, e Nayuki cerca di sollevargli il morale. Insieme alla cugina e Kitagawa, il ragazzo riesce a trovare la capsula del tempo, con ancora la bambolina al suo interno. Intanto, vedendo un coniglio fatto di neve e sistemato dalla cugina, tornano altri ricordi: sette anni prima era su una panchina a piangere e fu raggiunto da Nayuki che gli regalò un coniglio di neve confessandogli i suoi sentimenti; Yuuichi però distrusse il coniglio. Akiko, nel frattempo, uscita per comprare una torta di fragole, viene coinvolta in un incidente stradale e finisce in ospedale. |                  |         |
| 22                        | Sinfonia di ricordi ~symphony~ 「追想の交響楽(シンフォニー)～symphony～」 - Tsuisō no kōkyōgaku ~symphony~ | 1º marzo 2007    |         |
| 22                        | Nayuki cade in depressione per l'incidente della madre e si chiude nella sua stanza. Yuuichi cerca di sollevarle il morale, dicendole che si è anche ricordato del passato, ma lei gli rinfaccia che per sette anni si è dimenticato di lei. Infine, il ragazzo riacquista gli ultimi ricordi: nel suo ultimo giorno prima di partire, volle regalare un cerchietto rosso ad Ayu. La bambina però, arrampicatasi sull'albero come faceva sempre, cadde per una folata di vento, battendo la testa. Yuuichi si precipita fuori casa in una tempesta di neve per cercare Ayu alla radura, ma senza trovarla; alla fine, sviene per il freddo. Viene però raggiunto da Makoto, comparsa in quel momento, e poi avvolto da una luce. |                  |         |
| 23                        | Finale rosso scarlatto ~finale~ 「茜色の終曲(フィナーレ)～finale～」 - Akaneiro no shūkyoku ~finale~ | 8 marzo 2007     |         |
| 23                        | La luce che avvolge Yuuichi si scopre essere la macchina di una donna che si ferma a soccorrerlo. Quando si riprende, scopre che la sua salvatrice è Makoto Sawatari, la ragazza di cui era innamorato, il cui aspetto è identico a quello dell'altra Makoto. Il ragazzo, la mattina dopo, si reca di nuovo alla radura e lì aspetta come aveva promesso; al tramonto Ayu compare, e il ragazzo le consegna il suo zaino e la bambolina, chiedendole di esprimere il suo ultimo desiderio. Lei gli chiede di dimenticarla, ma lui si rifiuta, sapendo che non è quello che vuole veramente; quando il ragazzo la abbraccia, lei si decide e sussurra il suo ultimo desiderio. Yuuichi si dirige quindi alla solita panchina, e lì viene raggiunto da Nayuki; i due risolvono le incomprensioni e decidono di affrontare insieme le avversità. |                  |         |
| 24                        | Canone alla fine del sogno ~kanon~ 「夢の果てのカノン ～kanon～」 - Yume no hate no kanon ~kanon~ | 15 marzo 2007    |         |
| 24                        | All'inizio di febbraio, Akiko, Shiori, Mai e Sayuri sono tutte quante guarite e sono tornate alla loro vita di ogni giorno. Di ritorno da scuola, Yuuichi incontra Akiko, e quando lei gli chiede di Ayu, lui le dice che ha ricordato tutto. La donna lo informa però che Ayu non è morta in seguito alla caduta, ma è ancora in ospedale: Yuuichi si precipita lì, e finalmente la ritrova. Arriva la primavera, Mai e Sayuri si sono diplomate e tutte le ragazze vivono felicemente, ma Ayu è ancora in coma. Mai, in una delle sue visite ad Ayu, ricorda al ragazzo che deve ancora mantenere una promessa; Yuuichi si precipita alla radura, e ritrova il pacchetto con il cerchietto rosso, ancora lì dopo sette anni. Tempo dopo, Ayu sta aspettando Yuuichi sulla solita panchina, finché lui finalmente arriva. Insieme vanno a casa di lui, dove Mai, Sayuri, Shiori, Kaori e tutti gli altri li stanno aspettando. |                  |         |

## OAV
Il 3 maggio 2003 è stato pubblicato un OAV intitolato Kanon Kazehana (カノン 風花? lett. "Kanon fiore del vento"). La storia è ambientata dopo la fine dell'anime e funge da epilogo per la storia, mostrando cosa stanno facendo i personaggi apparsi. Il titolo, come spiegato da Akiko, si riferisce ai rimasugli stagionali portati dal vento.

## Colonna sonora
Kanon (2002)
- Sigla di apertura: Florescence cantata da Miho Fujiwara.
- Sigla di chiusura: Flower cantata da Miho Fujiwara.

Kanon (2006)
- Sigla di apertura: Last regrets cantata da Ayana.
- Sigla di chiusura: Kaze no tadoritsuku basho (風の辿り着く場所?) cantata da Ayana.

La prima OST fu pubblicata nel maggio 2002 e una seconda seguì nel luglio 2002. Il singolo contenente le sigle di apertura e chiusura del primo anime fu pubblicato nel giugno 2002. Un album contenente le tracce arrangiate del primo anime fu pubblicato nel luglio 2003 e chiamato Orgel de Kiku Sakuhin Shū. Gli album pubblicati per il primo anime furono prodotti da Frontier Works e Movic. Un singolo fu pubblicato in commemorazione del secondo anime e chiamato "Last regrets/Kaze no Tadoritsuku Basho" contenente le sigle d'apertura e chiusura originali e versioni remixate; l'album fu prodotto dall'etichetta discografica della Key.